# Crundale
Crundale es una parroquia civil y un pueblo del distrito de Ashford, en el condado de Kent (Inglaterra).

## Geografía
Según la Oficina Nacional de Estadística británica, Crundale tiene una superficie de 6,39 km².

## Demografía
Según el censo de 2001, Crundale tenía 168 habitantes (46,43% varones, 53,57% mujeres) y una densidad de población de 26,29 hab/km². El 20,24% eran menores de 16 años, el 73,81% tenían entre 16 y 74 y el 5,95% eran mayores de 74. La media de edad era de 39,69 años. Del total de habitantes con 16 o más años, el 17,91% estaban solteros, el 64,93% casados y el 17,16% divorciados o viudos.
El 95,27% de los habitantes eran originarios del Reino Unido. El resto de países europeos englobaban al 1,78% de la población, mientras que el 2,96% había nacido en cualquier otro lugar. Según su grupo étnico, todos eran blancos. El cristianismo era profesado por el 75,6%, mientras que el 16,07% no eran religiosos y el 8,33% no marcaron ninguna opción en el censo.
85 habitantes eran económicamente activos, 79 de ellos (92,94%) empleados y 6 (7,06%) desempleados. Había 64 hogares con residentes, 4 vacíos y 3 eran alojamientos vacacionales o segundas residencias.